# Stella Dallas (1925)
Stella Dallas is een Amerikaanse dramafilm uit 1925 onder regie van Henry King. De film werd destijds in Nederland uitgebracht onder de titel Kinderleed.

## Verhaal
Na de zelfmoord van zijn vader laat de rijkeluiszoon Stephen Dallas zijn geliefde achter. Hij duikt onder in een kleine fabrieksstad en trouwt daar met Stella. Ze zijn een tijdlang gelukkig en krijgen samen een kind. Uiteindelijk blijkt het standsverschil tussen hen beiden te groot en Stephen laat Stella en het kind alleen achter.

## Rolverdeling
| Acteur                | Personage         |
| --------------------- | ----------------- |
| Ronald Colman         | Stephen Dallas    |
| Belle Bennett         | Stella Dallas     |
| Alice Joyce           | Helen Morrison    |
| Jean Hersholt         | Ed Munn           |
| Beatrix Pryor         | Mevrouw Grosvenor |
| Lois Moran            | Laurel Dallas     |
| Douglas Fairbanks jr. | Richard Grosvenor |
| Vera Lewis            | Mevrouw Tibbets   |
| Maurice Murphy        | Kind              |
| Jack Murphy           | Kind              |
| Newton Hall           | Kind              |
| Charles Hatton        | Kind              |
| Robert W. Gillette    | Kind              |
| Winston Miller        | Kind              |